# Estación de Galindo
Galindo es una estación ferroviaria situada en el municipio español de Sestao, en la provincia de Vizcaya, comunidad autónoma del País Vasco. Forma parte de la línea C-2 de la red de Cercanías Bilbao operada por Renfe.

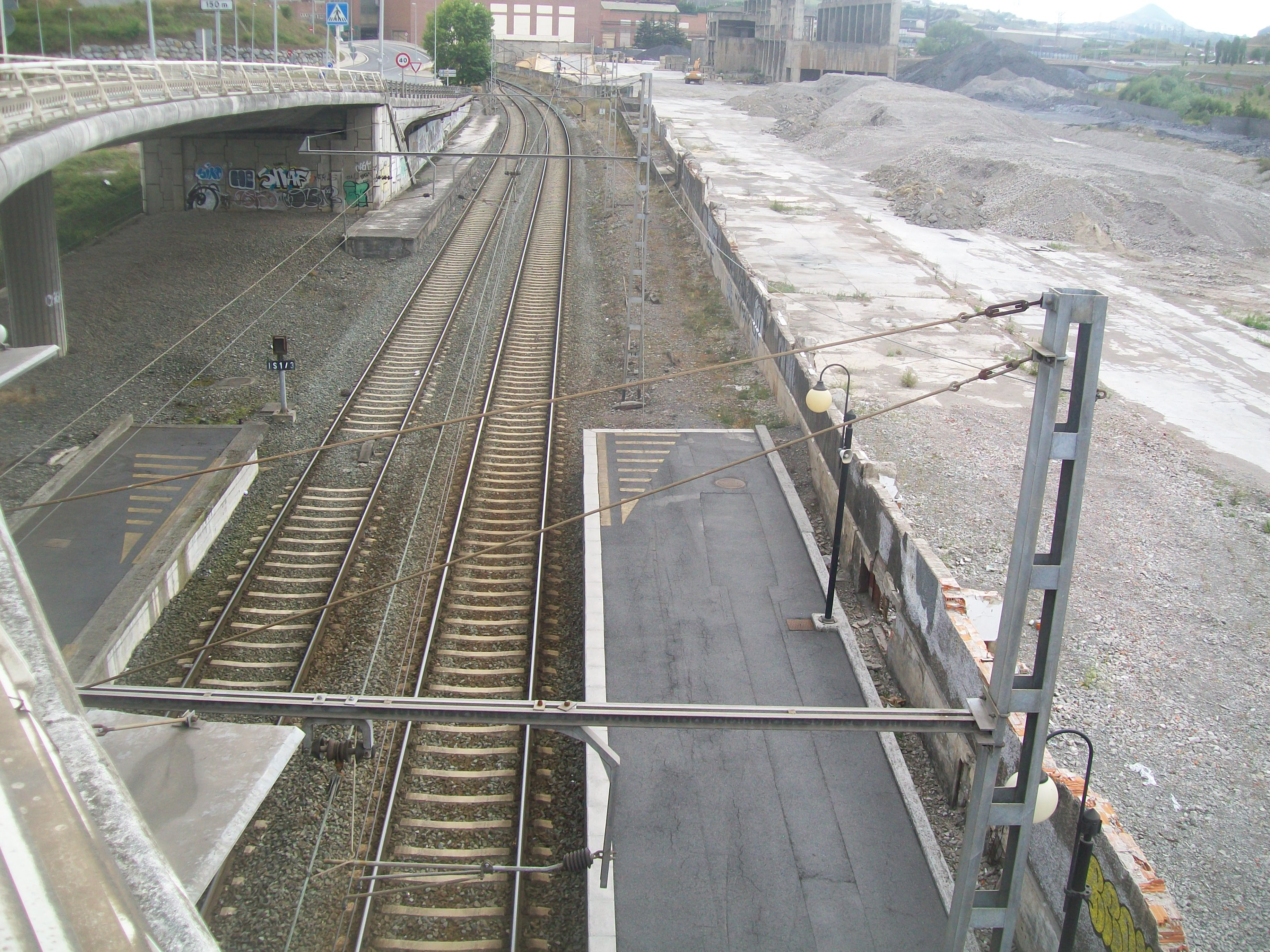
Andenes de la estación de Galindo, al fondo a la izquierda el apeadero de la estación original.

## Situación ferroviaria
Se encuentra en el punto kilométrico 2,5 de la línea férrea de ancho ibérico que une Baracaldo con Musques, a 4 metros de altitud.

## Historia
La estación de Galindo, que en sus orígenes era un simple apeadero que no se corresponde con la estación actual, tiene su origen en el Ferrocarril de Triano propiedad de la Diputación de Vizcaya. Este trazado que dio sus primeros pasos en 1865, se proyectó con clara vocación industrial, algo que cambió en 1889 cuando la línea se enlazó en Baracaldo con el trazado Portugalete-Bilbao empezando desde ese momento a transportar viajeros.  En 1941, con la nacionalización del ferrocarril en España, la estación pasó a depender de RENFE.
Desde el 31 de diciembre de 2004, Adif es la titular de las instalaciones. 

## Servicios ferroviarios

### Cercanías
Los trenes de la línea C-2 de la red de Cercanías Bilbao que opera Renfe tienen parada en la estación. Entre semanas la frecuencia media es de un tren cada treinta minutos.
| procedencia/destino | < estación         | Línea | estación > | destino/procedencia |
| ------------------- | ------------------ | ----- | ---------- | ------------------- |
| Bilbao Abando       | Desierto-Baracaldo |       | Trápaga    | Musques             |